# Blackfoot River (Snake River)
Der Blackfoot River ist ein ca. 215 km langer linker Nebenfluss des Snake River im Südosten des US-Bundesstaates Idaho. 

## Flusslauf
Der Blackfoot River entsteht am Zusammenfluss von Lanes Creek und Diamond Creek im Upper Valley, einem Hochtal westlich der Webster Range. Er fließt anfangs etwa 25 km in Richtung Westsüdwest, bevor er sich nach Nordwesten wendet. Der Oberlauf des Blackfoot River weist unzählige enge Flussschleifen auf. Nach etwa 50 km erreicht er das südliche Ende des Blackfoot Reservoir. Der Blackfoot River wird von der zugehörigen Talsperre über eine Länge von 23 km aufgestaut. Unterhalb der Talsperre fließt der Fluss noch 110 km, anfangs in Richtung Nordwest, später nach Südwesten. Er fließt südlich an der Kleinstadt Blackfoot vorbei und mündet schließlich in den Snake River. Vom Blackfoot River zweigen mehrere Bewässerungskanäle ab.

## Hydrologie
Der Blackfoot River entwässert ein Areal von 3354 km². Der mittlere Abfluss beträgt 4 m³/s. 